# Lenguas jívaro-cahuapanas
Las lenguas jívaro-cahuapanas son una familia de lenguas hipotética, formada por las lenguas jivaroanas y las lenguas cahuapanas, siendo ambos grupos de lenguas geográficamente adyacentes y habladas en el Norte de Perú y Ecuador.
Dicha hipótesis se basa en un conjunto de coincidencias léxicas, consideradas prometedoras como indicadores de un parentesco real entre ambos grupos de lenguas. Sin embargo, la evidencia disponible indica simplemente que la propuesta de parentesco es razonable, pero no concluyente.

## Historia de la hipótesis
En la clasificación del lingüista mexicano Jorge Suárez (1974), la familia jíbara se conecta con la familia cahuapana. Kaufman (1990) considera razonable el parentesco, que en otro trabajo (Kaufman, 1990) propone también una relación entre el candoshi, omurano (mayna) y taushiro, esta propuesta resulta interesante porque en última instancia existen multitud de propuestas que relacionan de alguna manera numerosas familias o lenguas del norte de Perú, que a su vez podrían estar relacionadas con las lenguas jíbaro-cahuapanas.
En esta línea interesante es la ulterior relación hipotéticas con algunas otras lenguas, generalmente consideradas lenguas aisladas, como el candoshi o incluso en urarina. David L. Payne (1981) investigó la posible relación entre las lenguas jivaroanas y el candoshi, propuesta anteriormente por Greenberg, y aunque encontró similitudes léxicas, consideró que se trataba de préstamos léxicos al pertenecer la mayoría de ellos a términos de la flora y la fauna. En David L. Payne (1990: 84–5) ya no se considera el jíbaro-candoshi como una unidad filogenética convincente, y menciona similitudes entre el candohi, el arawak y el caribeño.

## Evidencia en favor de la hipótesis
Los autónimos usados por los hablantes de ambos grupos sugieren una denominación común. En lenguas jíbaras se tienen las autodenominaciones achuar, shiwiar y shuar rodas ellas derivan del proto-jíbaro *šiwar(a) 'hombre'. Por otra parte en las lenguas cahuapanas se tiene: šiwila (jébero) y šhawi, šayawit- (chayahuita), que parecen relacionadas con el proto-jíbaro.
Además en jébero (cawapano) se tiene la marca de plural de tercera persona -na, mientras que en aguaruna (jíbaro) se tiene -(i)na con el mismo significado. Aunque esta misma marca aparece también en dos familias cercanas consideradas sin relación con el jíbaro-cawapano (záparo y urarina). Además existen formas léxicas como (i)tu 'decir' (jébero) comparables con ti 'decir' (shuar).

## Comparación léxica
La siguiente tabla compara los pronombres personales en varias lenguas jíbaro-cahuapanas:
| GLOSA                | Jíbaro | Jíbaro   | Cawapano | Cawapano     |
| GLOSA                | Shuar  | Aguaruna | Jébero   | PROTO-CAWAP. |
| -------------------- | ------ | -------- | -------- | ------------ |
| 1.ª persona singular | wi     | wi       | koa      | *kʷa         |
| 2.ª persona singular | ame    | áme      | kenma    | *kɨma        |
| 3.ª persona singular | au     | nii      | nana     | *-na         |
| 1.ª persona plural   | ii     | ii       | kuda     | *kuja        |
| 2.ª persona plural   | atum   | átum     | keñmáma  |              |
| 3.ª persona plural   | au     | díta     | nauba    |              |
Los numerales comparados en proto-shíwara y proto-cawapano son:
| GLOSA | PROTO- SHÍWARA                 | PROTO- CAWAPANO       |
| ----- | ------------------------------ | --------------------- |
| '1'   | *kíčik                         | *aʔnaʔ-               |
| '2'   | *hímaŋa                        | *kahtuʔ               |
| '3'   | *kampátum                      | *kala                 |
| '4'   |                                | *2 x 2                |
| '5'   | *kíčik uwɨhá amwá (una mano)   | *aʔnaʔ+te- (una mano) |
| '6'   | *uwɨhá + 1                     |                       |
| '7'   | *uwɨhá + 2                     |                       |
| '8'   | *uwɨhá + 3                     |                       |
| '9'   | *uwɨhá + 4                     |                       |
| '10'  | *himara uwɨhá amwá (dos manos) |                       |